# Igor Jovićević
Igor Jovićević (Zagabria, 30 novembre 1973) è un allenatore di calcio ed ex calciatore croato, di ruolo attaccante, tecnico del Ludogorec.

## Biografia
È figlio di Čedomir "Čedo" Jovićević (1952-2020), nativo della città montenegrina di Žabljak e difensore della Dinamo Zagabria per dieci anni. La madre, Sanja, è nativa di Zagabria.
Sposato, ha due figli, Filip e Marcos, militanti nelle giovanili della Dinamo Zagabria.

## Carriera

### Giocatore
Attaccante, crebbe nelle giovanili della Dinamo Zagabria. Nel 1991, mentre si trovava in un hotel di Verona per firmare per l'Hellas Verona, fu avvicinato da Radomir Antić, allenatore del Real Madrid, che lo convinse a firmare per il club spagnolo, che lo prelevò per un milione di dollari, con una clausola che prevedeva il versamento di ulteriori 5 milioni qualora avesse esordito con la prima squadra. Aggregato al Real Madrid Castilla, la squadra riserve del Real Madrid, il 17enne ebbe l'opportunità di giocare al fianco di futuri talenti quali Raúl e Guti e di essere allenato, tra gli altri, da Rafa Benítez. Con la formazione riserve del Real Madrid segnò 15 reti in 79 presenze fino al 1995.

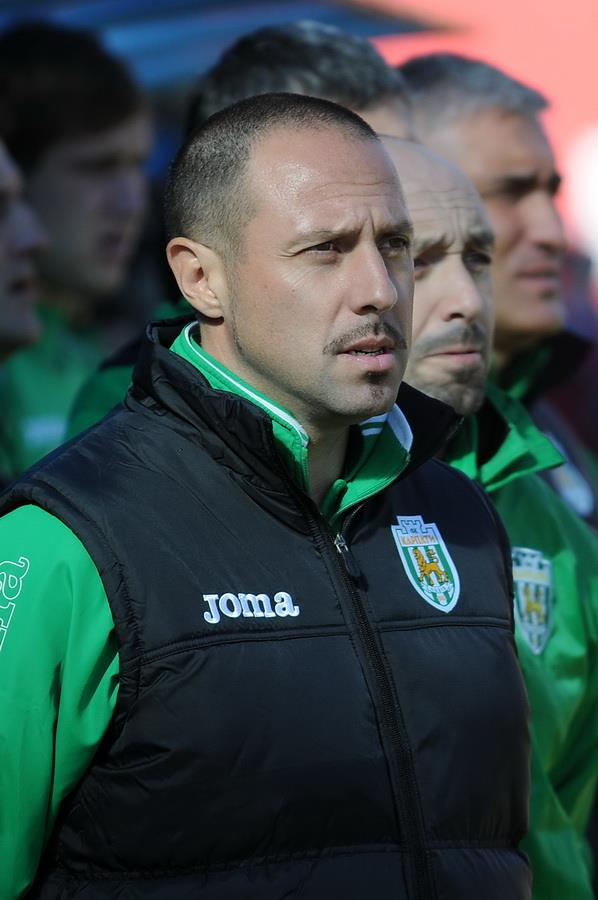
Jovićević alla guida del nel 2014.

L'11 giugno 1995 si infortunò in una partita della nazionale Under-21 croata contro i pari età dell'Ucraina e dovette rimanere fermo per un anno. Tornato in patria nel 1996, giocò per l'NK Zagabria per tre anni. Nel 1999 si trasferì allo Yokohama Marinos, squadra della massima serie giapponese con cui scese in campo una sola volta. Dopo alcuni mesi trascorsi al Guarani (4 presenze) nel 2000, tornò all'NK Zagabria, dove rimase per una stagione senza scendere in campo, e poi si accasò in Francia, al Metz, ma senza disputare alcuna partita. Nel 2002 approdò ai cinesi dello Shenyang Dongjin, con cui realizzò 2 reti in 24 presenze. Nel 2003 si trasferì in Ucraina, al Karpaty, per poi chiudere la carriera con i cinesi dello Shanghai Liancheng nel 2004. All'età di 32 anni riportò, infatti, la rottura dei legamenti del ginocchio e decise di ritirarsi dall'attività agonistica.

### Allenatore
Nel 2010 fu nominato direttore sportivo del Karpaty. Nel 2012-2013 ne allenò la squadra Under-21 e nel 2013-2014 la squadra Under-19. Dopo l'esonero di Oleksandr Sevidov, nell'estate del 2014 assunse la guida della prima squadra del Karpaty, inizialmente ad interim e poi, dal 2015, in via definitiva.
Il 10 ottobre 2016 divenne allenatore del Celje, squadra slovena che guidò sino alla scadenza del contratto, avvenuta il 19 giugno 2017.
Il 20 luglio 2017 fu ingaggiato dalla Dinamo Zagabria II e il 1º luglio 2018 divenne allenatore della Dinamo Zagabria Under-19. Con quest'ultima vinse due campionati croati giovanili e raggiunse la finale della Premier League International Cup, persa contro il Bayern Monaco II, oltre che, per due volte, i quarti di finale UEFA Youth League.
Il 22 aprile 2020, dopo le dimissioni di Nenad Bjelica fu nominato allenatore della Dinamo Zagabria. Il 6 luglio 2020, in seguito alla sconfitta casalinga contro il Rijeka, il club e l'allenatore risolsero il contratto consensualmente.
Il 22 settembre 2020 divenne l'allenatore del Dnipro-1, al posto di Dmytro Mychajlenko.
Il 14 luglio 2022 gli fu affidata la panchina dello Šachtar. Con la formazione ucraina vince il campionato nazionale e raggiunge gli ottavi di finale di Europa League. Il 1º luglio 2023, dopo una sola stagione di permanenza, lascia il club.
Il 10 luglio 2023, diventa il nuovo allenatore dell'Al-Ra'ed, formazione della massima serie saudita.

## Statistiche da allenatore
Statistiche aggiornate al 23 febbraio 2023. In grassetto la competizione vinta.
| Stagione        | Squadra         | Campionato      | Campionato | Campionato | Campionato | Campionato | Coppe nazionali | Coppe nazionali | Coppe nazionali | Coppe nazionali | Coppe nazionali | Coppe continentali | Coppe continentali | Coppe continentali | Coppe continentali | Coppe continentali | Altre coppe | Altre coppe | Altre coppe | Altre coppe | Altre coppe | Totale | Totale | Totale | Totale | % Vittorie | Piazzamento    |
| Stagione        | Squadra         | Comp            | G          | V          | N          | P          | Comp            | G               | V               | N               | P               | Comp               | G                  | V                  | N                  | P                  | Comp        | G           | V           | N           | P           | G      | V      | N      | P      | %          | Piazzamento    |
| --------------- | --------------- | --------------- | ---------- | ---------- | ---------- | ---------- | --------------- | --------------- | --------------- | --------------- | --------------- | ------------------ | ------------------ | ------------------ | ------------------ | ------------------ | ----------- | ----------- | ----------- | ----------- | ----------- | ------ | ------ | ------ | ------ | ---------- | -------------- |
| ott. 2016-2017  | Celje           | SNL             | 24         | 10         | 9          | 5          | CS              | -               | -               | -               | -               | -                  | -                  | -                  | -                  | -                  | -           | -           | -           | -           | -           | 24     | 10     | 9      | 5      | 41,67      | Sub., 5º       |
| apr.-lug. 2020  | Dinamo Zagabria | HNL             | 7          | 3          | 2          | 2          | CC              | -               | -               | -               | -               | UCL                | -                  | -                  | -                  | -                  | SC          | -           | -           | -           | -           | 7      | 3      | 2      | 2      | 42,86      | Sub., eson.    |
| set. 2020-2021  | Dnipro-1        | PL              | 23         | 8          | 6          | 9          | KU              | 3               | 2               | 1               | 0               | -                  | -                  | -                  | -                  | -                  | -           | -           | -           | -           | -           | 26     | 10     | 7      | 9      | 38,46      | Sub., 7º       |
| 2021-2022       | Dnipro-1        | PL              | 18         | 13         | 1          | 4          | KU              | 2               | 2               | 0               | 0               | -                  | -                  | -                  | -                  | -                  | -           | -           | -           | -           | -           | 20     | 15     | 1      | 4      | 75,00      | [ 10 ]         |
| Totale Dnipro-1 | Totale Dnipro-1 | Totale Dnipro-1 | 41         | 21         | 7          | 13         |                 | 5               | 4               | 1               | 0               |                    | -                  | -                  | -                  | -                  |             | -           | -           | -           | -           | 46     | 25     | 8      | 13     | 54,35      |                |
| 2022-2023       | Šachtar         | PL              | 30         | 22         | 6          | 2          | -               | -               | -               | -               | -               | UCL+UEL            | 6+4                | 1+1                | 3+1                | 2+2                | -           | -           | -           | -           | -           | 40     | 24     | 10     | 6      | 60,00      | 1º             |
| 2023-2024       | Al-Ra'ed        | SPL             | 34         | 9          | 10         | 15         | KCC             | 1               | 0               | 0               | 1               | -                  | -                  | -                  | -                  | -                  | -           | -           | -           | -           | -           | 35     | 9      | 10     | 16     | 25,71      | 12º            |
| set. 2024-2025  | Ludogorec       | A-PFG           | 11         | 10         | 1          | 0          | CB              | 2               | 2               | 0               | 0               | UCL+UEL            | 0+7                | 0+0                | 0+4                | 0+3                | SB          | 1           | 1           | 0           | 0           | 21     | 13     | 5      | 3      | 61,90      | Sub., in corso |
| Totale carriera | Totale carriera | Totale carriera | 162        | 81         | 37         | 44         |                 | 11              | 7               | 2               | 2               |                    | 17                 | 2                  | 8                  | 7                  |             | 1           | 1           | 0           | 0           | 191    | 91     | 47     | 53     | 47,64      |                |

## Palmarès

### Allenatore

#### Competizioni nazionali
- Campionato ucraino: 1

Šachtar: 2022-2023
- Supercoppa di Bulgaria: 1

Ludogorec: 2024
- Campionato bulgaro: 1

Ludogorec: 2024-2025
- Coppa di Bulgaria: 1

Ludogorec: 2024-2025